# Hajar al-Khaldi
Hajar Saad al-Ameeri Alkhaldi (née le 17 mars 1995) est une athlète du Bahreïn, spécialiste du sprint.

## Carrière
Al-Khaldi dispute le 100 mètres féminin aux Jeux olympiques d'été de 2016. Aux Jeux de la solidarité islamique 2017 et aux Jeux asiatiques de 2018, elle est médaillée d'or du relais 4 × 100 mètres.
Elle remporte la médaille d'or du 100 mètres, la médaille de bronze du 200 mètres et la médaille d'or du relais 4 × 100 mètres aux Championnats panarabes d'athlétisme 2019.
Aux Jeux mondiaux militaires d'été de 2019, elle est médaillée de bronze du relais 4 × 100 mètres.
Aux Jeux panarabes de 2023, elle est médaillée d'or du 200 mètres et du relais 4 × 100 mètres ainsi que médaillée d'argent du 100 mètres.